# Pianoconcert (Tisjtsjenko)
Boris Tisjtsjenko voltooide zijn Concert voor piano en orkest opus 21 in 1962. Het is tot 2010 zijn enige werk in dat genre, hoewel hij talloze concerten heeft gecomponeerd met andere soloinstrumenten.
Tisjtsjenko schreef het concert tijdens zijn laatste studiejaar en gebruikte het als afstudeerproject. De eerste uitvoering vond plaats in de zaal van Дом союзов (Engels: House of the Unions) door een voorloper van het Tsjaikovski Symfonieorkest van Radio Moskou van de (Russische) staatsomroep onder leiding van Igor Blazhkov op 25 mei 1963, solist was de componist zelf, die daarmee ook zijn pianostudie afrondde. Het werk is dus geschreven voordat Tisjtsjenko Dmitri Sjostakovitsj (verder DS) inschakelde om verder te studeren.

## Muziek
De muziek is behoorlijk traditioneel, men zat nog onder het juk van allerlei regels opgesteld door de Sovjet-autoriteiten. Het kwam erop grotendeels op neer dat het werk voor de massa begrijpbaar moest zijn. Men kwam daar in die jaren langzamerhand los van, maar de invloed is nog duidelijk merkbaar. Tisjtsjenko werd weleens Dmitri II genoemd aangezien sommige van zijn werken wel erg de stijl hebben van DS. Uit dit werk blijkt echter dat die invloed ook andersom gold. DS mocht de muziek van Tisjtsjenko wel en dat heeft zijn sporen in de muziek van DS achtergelaten. Het werk begint bijvoorbeeld met een loopje, dat zo uit de 15e symfonie van DS is weggehaald, maar dat kan niet, want dat werk verscheen pas veel later. De muziek klinkt erg melancholisch, maar wel wat lichter dan dat van DS.

### Delen
Niet alleen de muziek is traditioneel; ook de indeling van het concert is dat: snel-langzaam-snel waarbij de delen twee en drie aan elkaar gekoppeld zijn:
1. Allegro Moderato (circa 7 minuten)
2. Allegretto tranquillo – Allegro vivace (circa 15 minuten).

Het thema is direct herkenbaar in het begin van deel 1 en wordt steeds verder uitgewerkt tot aan het slot van deel 3; de cadens zit in dat laatste deel.

### Orkestratie
- solopiano
- 2 dwarsfluiten, 1 hobo, 1 klarinet, 3 fagotten;
- 2 hoorns,
- percussie waaronder pauken, glockenspiel en xylofoon,
- violen, altviolen, celli en contrabassen

## Discografie
- Uitgave Northern Flowers : de componist aan de piano; het Sint Petersburg Philharmonisch Orkest o.l.v. Blazhkov in een opname uit 1966